# Преси
Преси́ (фр. Précy) — коммуна во Франции, находится в регионе Центр. Департамент — Шер. Входит в состав кантона Сансерг. Округ коммуны — Бурж.
Код INSEE коммуны — 18184.

## Коммуна

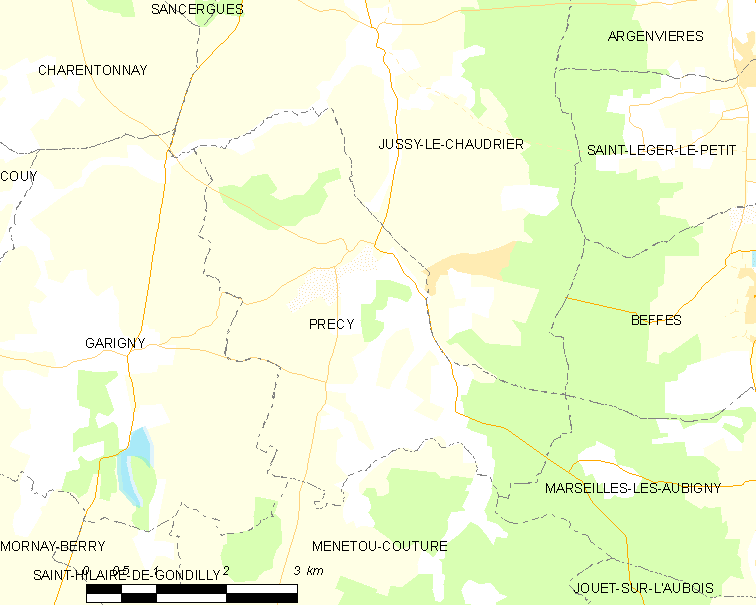
Карта коммуны

Коммуна расположена приблизительно в 200 км к югу от Парижа, в 120 км юго-восточнее Орлеана, в 45 км к востоку от Буржа.
Вдоль северной границы коммуны протекает река Вовиз.

## Население
Население коммуны на 2008 год составляло 336 человек.
| 1962 | 1968 | 1975 | 1982 | 1990 | 1999 | 2008 |
| ---- | ---- | ---- | ---- | ---- | ---- | ---- |
| 320  | 372  | 285  | 262  | 301  | 312  | 336  |

## Администрация
| Период | Период | Фамилия       | Партия | Примечания |
| ------ | ------ | ------------- | ------ | ---------- |
| 2001   | 2008   | Луи Виттекок  |        |            |
| 2008   | 2014   | Жоэль Виньель |        |            |

## Экономика
В 2007 году среди 162 человек в трудоспособном возрасте (15-64 лет) 109 были экономически активными, 53 — неактивными (показатель активности — 67,3 %, в 1999 году было 62,9 %). Из 109 активных работали 92 человека (48 мужчин и 44 женщины), безработных было 17 (12 мужчин и 5 женщин). Среди 53 неактивных 8 человек были учениками или студентами, 31 — пенсионерами, 14 были неактивными по другим причинам.

## Достопримечательности
- Церковь Сен-Луи (XVI век)
  - Кропильница (XVI век). Исторический памятник с 1913 года[3]